# Rosa Grena Kliass

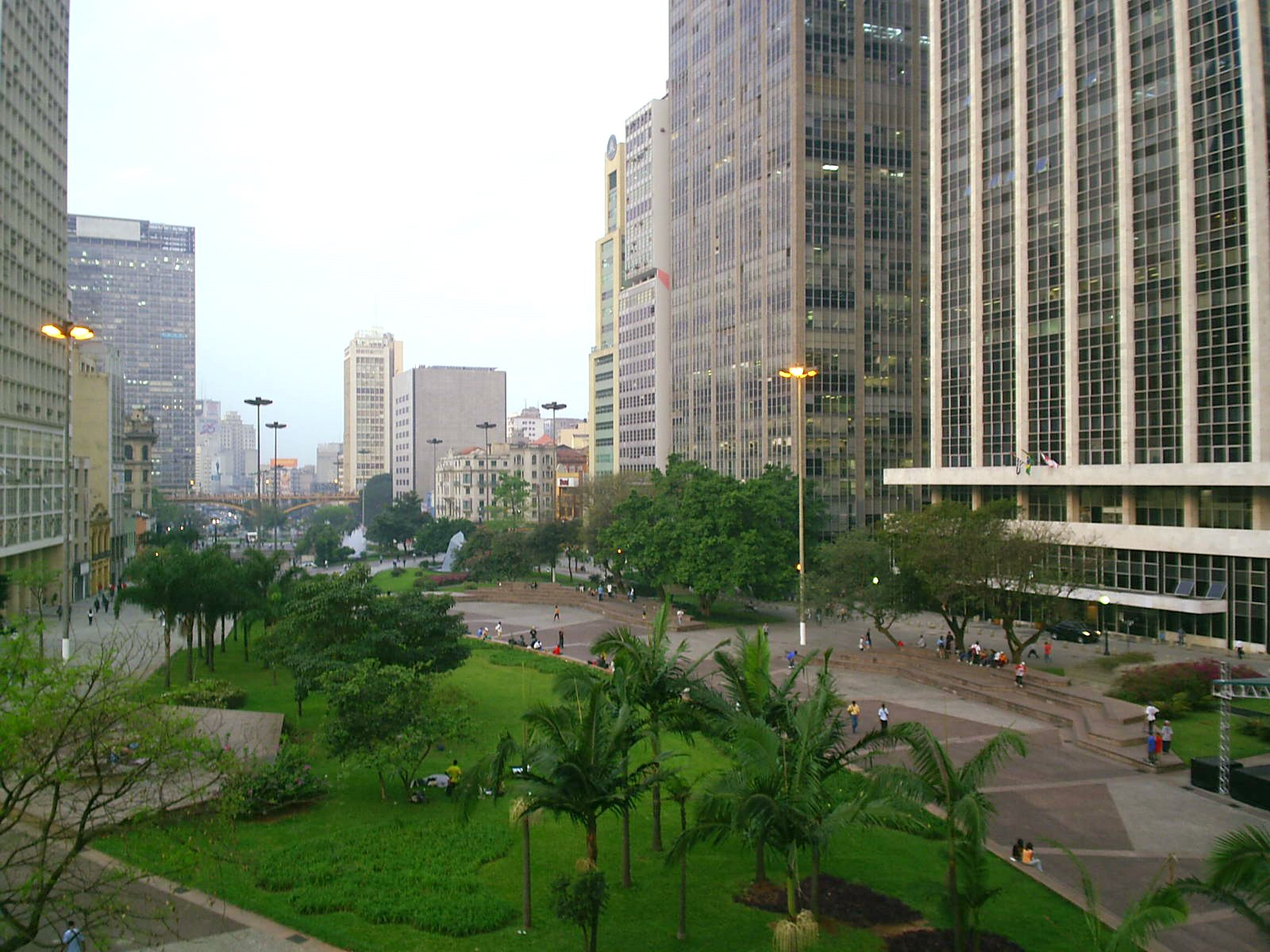
Valle de Anhangabaú, São Paulo

Rosa Grena Kliass (São Roque, São Paulo, Brasil, 15 de octubre de 1932) es una arquitecta paisajista, jugó un papel fundamental en el reconocimiento y la expansión de la profesión en Brasil.

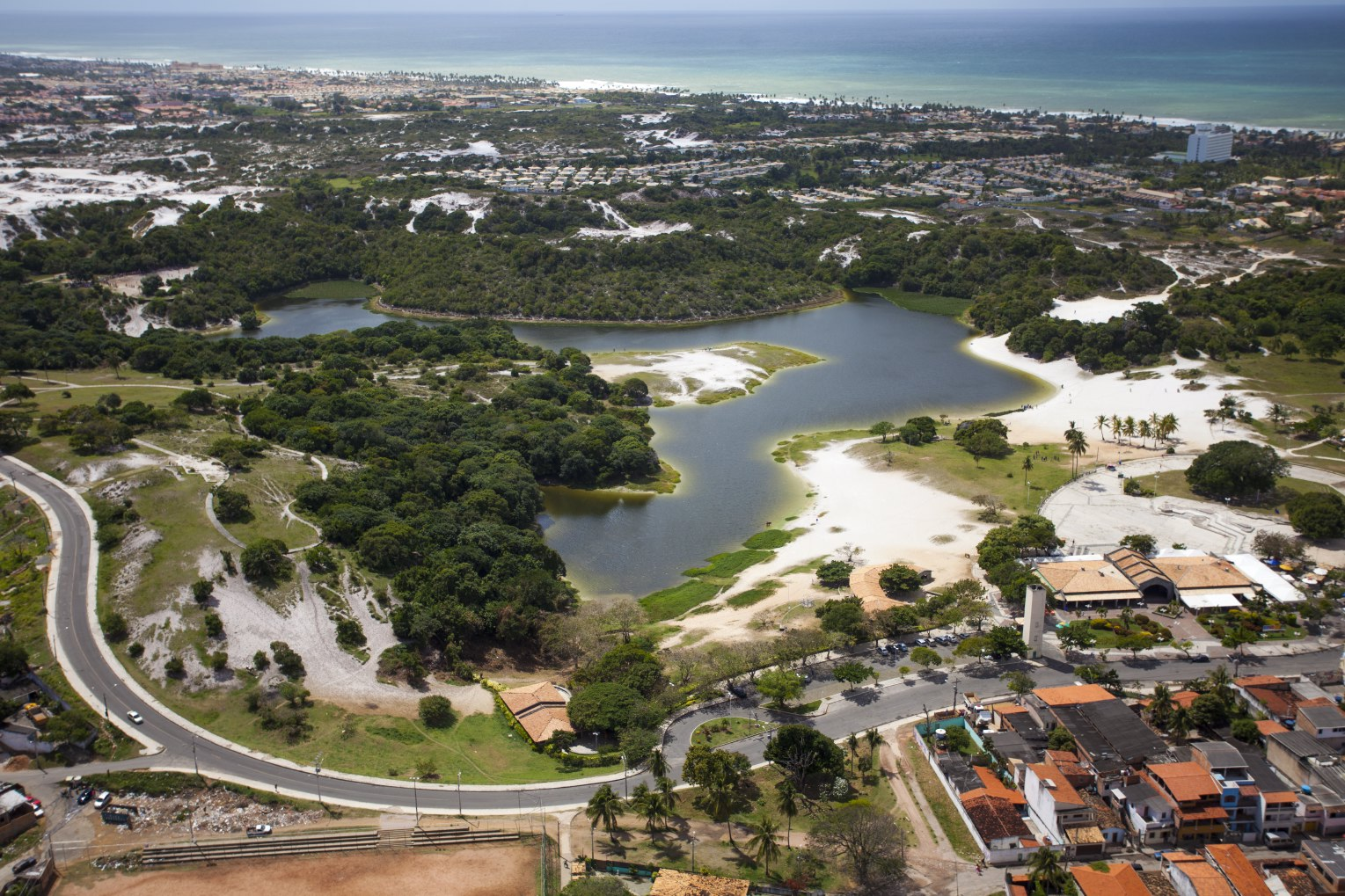
Vista aérea del parque de Abaeté, Salvador

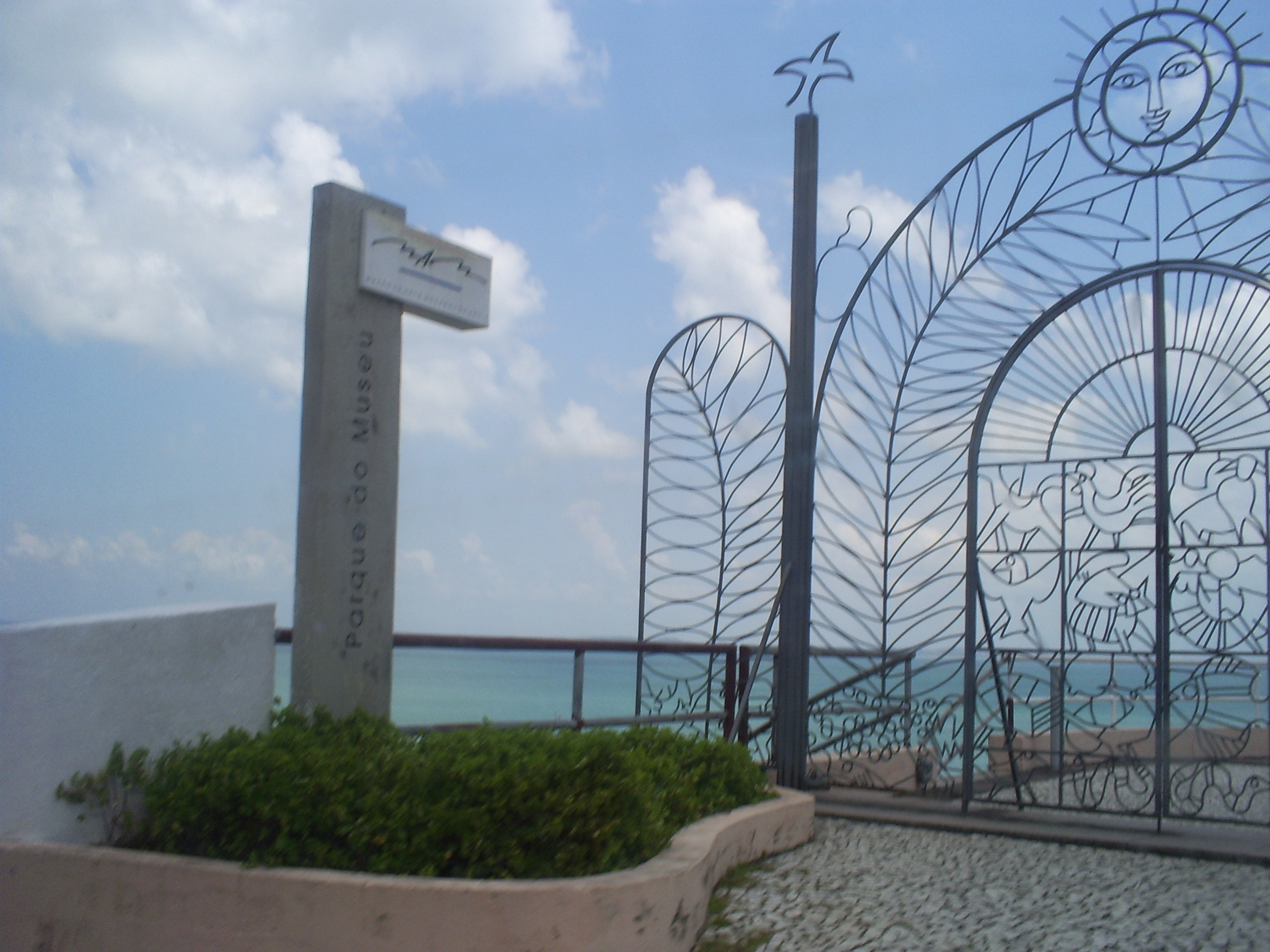
Parque de las Esculturas, Salvador de Bahía

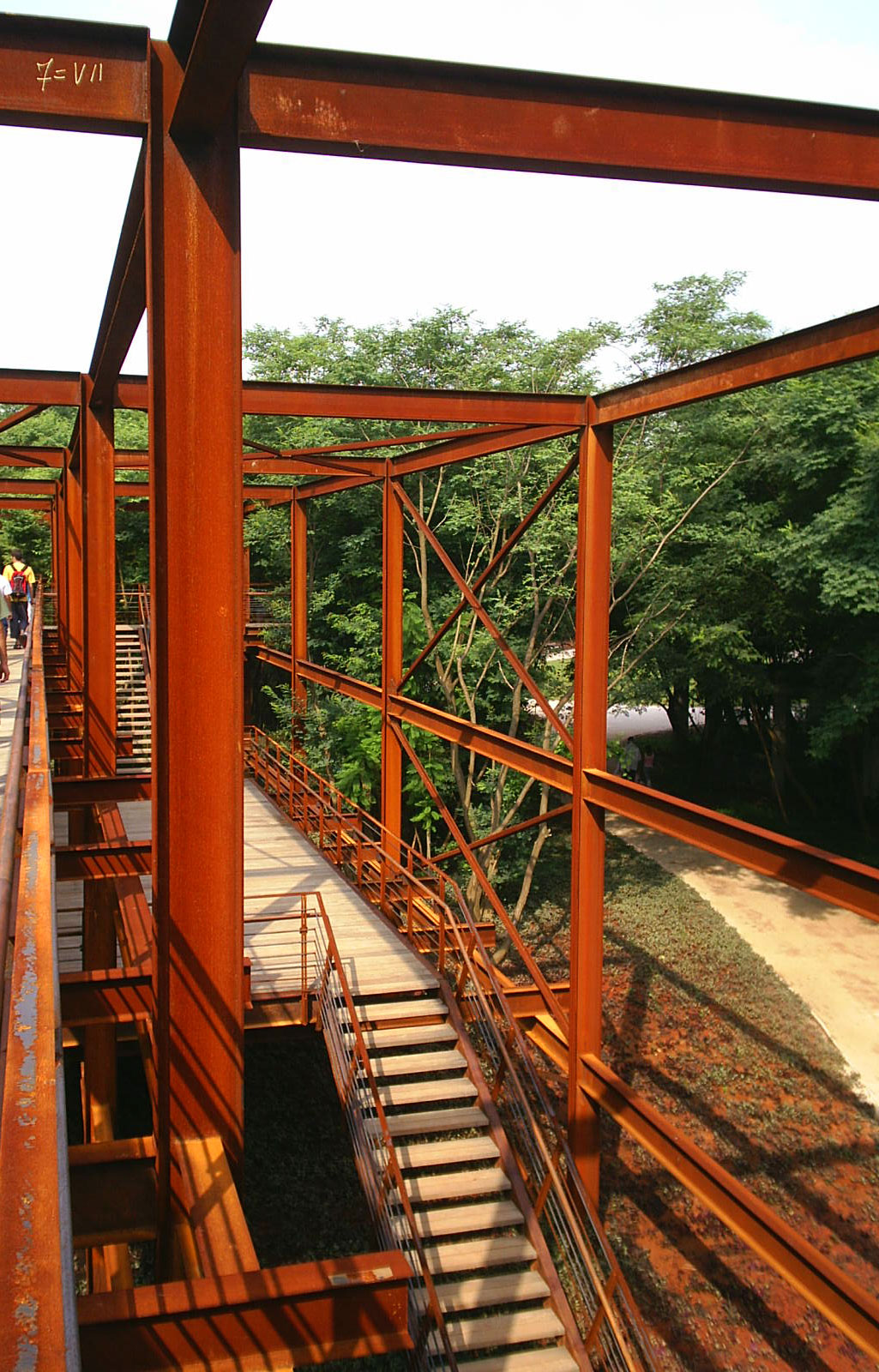
Parque de la Juventud, São Paulo

## Biografía
Rosa Grena nació en el interior de São Paulo, Brasil en 1932. Se graduó en arquitectura en la Facultad de Arquitectura y Urbanismo de la Universidad de São Paulo. En ese momento, el curso de Diseño del Paisaje se dictaba sólo en el último año, por el diseñador de paisaje Roberto Coelho Cardozo, a través de quien Rosa Kliass tuvo contacto con la Escuela de Arquitectura de California, representada por Thomas Church, Garrett Eckbo y Lawrence Halprin.
Mientras estudiaba, Rosa Grena Kliass tuvo la oportunidad de trabajar en la oficina de Rino Levi. Allí ella conoció al paisajista Roberto Burle Marx, un pionero de la arquitectura paisajista brasileña.
En 1956 se casó el arquitecto Wlademir Kliass (1929-1985).

## Trayectoria
En 1969 Kliass recibió el apoyo de USAID para visitar las principales oficinas de arquitectura paisajista en el Estados Unidos, así también algunas escuelas de diseño paisajista y los departamentos de parques y recreación.
Ese mismo año completó su Maestría en Urbanismo de la Facultad de Arquitectura de la Universidad de São Paulo y estableció su oficina, Rosa Grena Kliass Paisaje, Planificación y Proyectos Ltd., donde ha desarrollado una importante labor en su campo.
La firma ha elaborado una serie de planes y proyectos urbanos e institucionales en todo Brasil, como los planes para las áreas verdes en São Paulo, Curitiba y Salvador; el plan para el paisaje urbano de la ciudad de São Luis do Maranhão; importantes proyectos de paisajismo para avenidas y plazas del centro de São Paulo, como por ejemplo: la Avenida Paulista (1973); el rediseño del Valle de Anhangabaú (1981, un proyecto que ganó por concurso nacional organizado por el Instituto de Arquitectos de Brasil); y proyectos de paisaje de los aeropuertos internacionales de Brasilia y Belém, en el norte de Brasil. También en São Paulo, el diseño del paisaje para el Parque de la Juventud (inaugurado en 2003 y terminado en 2007).
Rosa Kliass también ha sido consultora del paisaje para numerosas instituciones gubernamentales como el Departamento de Economía y Planificación del Estado de São Paulo; el Departamento de Agua y Energía Eléctrica (DAEE); el Municipio de São José dos Campos, Estado de São Paulo; y la Entidad Metropolitana de Vivienda (COHAB), São Paulo. Ha trabajado como Directora de Planificación para el Departamento de Planificación de la Ciudad de São Paulo (SEMPLA) y como miembro del Consejo de Administración de CETESB (Compañía de Saneamiento Ambiental y Tecnología).
En 1976 Kliass fundó la Asociación Brasileña de Arquitectos Paisajistas (ABAP). Fue presidenta de esta organización en diversos períodos en 1980, 1983, 1989, 1991 y 2000. Como delegada ABAP, ella también ha estado estrechamente conectada con la Federación Internacional de Arquitectos Paisajistas (IFLA). En 1978 ayudó a coordinar el XVI Congreso Mundial de la IFLA, en Salvador, Bahía. Se desempeñó como secretaria de la Región Occidental (América) durante un mandato y fue vicepresidenta para la Región Occidental 2000-2002.

## Principales obras
- Plano Preliminar Paisajístico de Curitiba – PR (1965)
- Áreas Verdes Recreación para el Municipio de São Paulo (1968)
- Estudios de Áreas Verdes y Espacios Abiertos de la ciudad de Salvador – BA (1976)
- Plano de Paisaje del Municipio de São Luís – MA (2003)
- Proyecto Paisajístico de la Avenida Paulista – SP (1973)
- Reurbanización del Valle de Anhangabaú – SP (1981)
- Parque Halfeld – Juiz de Fora – MG (1979)
- Parque Mariano Procópio – Juiz de Fora – MG (1979)
- Parque de Abaeté – Salvador – BA (1992)
- Parque de las Esculturas – Salvador – BA (1996)
- Parque de la Residencia – Belém – PA (1998)
- Estación das Docas – Belém – PA (1998)
- Feliz Lusitânia, Forte do Castelo – Belém – PA (1998)
- Patios del Museo de Arte Sacro – Belém – PA (1998)
- Parque de la Juventud - São Paulo - SP (2003)

## Enseñanza
En 1981 Kliass participó en la organización del Primer Encuentro Nacional de Arquitectura del Paisaje y en 1982 en el Encuentro Nacional de Profesores Paisaje, ambas celebradas en Brasil. Ha sido profesora de Arquitectura del paisaje y Diseño urbano en la Facultad de Arquitectura y Urbanismo de la Universidad Mackenzie de São Paulo (1974-1977) y en la Escuela de Arquitectura y Urbanismo de la Universidad Católica de Paraná, estuvo a cargo del curso en arquitectura del paisaje 1980-1981 y fue coordinadora del curso de especialidad de Arquitectura en 1982. En 1981 fue responsable del programa de especialización paisaje en la Facultad de Arquitectura y Urbanismo de la Universidad Braz-Cubas, Mogi das Cruzes, São Paulo.

## Publicaciones
Rosa Grena Kliass es autora de varios trabajos publicados en el país y en el exterior. Su trabajo teórico también posee considerable relevancia. Es autora del libro “Parques urbanos de São Paulo”, desarrollado a partir del tema de su tesis de maestría, defendida en 1989 en la Facultad de Arquitectura de la Universidad de São Paulo. 
En 2006 se publicó Desenhando Paisagens, Moldando Uma Profissão - Rosa Kliass: Uma seleção de mais de 50 anos de trabalho con textos redactados por Ruth Verde Zein.

## Reconocimientos
Se destacó tanto por su trabajo profesional independiente como por su dedicación a la gestión de entidades de esta disciplina. Sus obras, cubren diferentes escalas, desde el proyecto arquitectónico hasta la planificación del paisaje. Varias de ellas han sido publicadas y premiadas dentro y fuera de Brasil, como el diseño del paisaje para el Parque de la Juventud, el cual fue premiado en la Bienal de Arquitectura de Quito en 2004.
En 2006 recibió el Premio de la V Bienal Iberoamericana de Arquitectura y Urbanismo a la Trayectoria.
Rosa Kliass recibe el Premio Pensador de Cidades: Luiz Antônio Pompéia concedido por la Embraesp (Empresa Brasileña de Estudios de Patrimonio) en 2014.
El Ayuntamiento de São Paulo concedió a Rosa Grena Kliass el título de Ciudadana Paulistana 2016.